# 慈光阁
慈光阁原系慈光寺藏经阁，位于中国安徽黄山南部，老人、朱砂两峰之间，是黄山重要的上山入口。

## 历史
慈光寺始建于明代，最初是朱砂庵，明嘉靖年间玄阳道人始建，匾额“步云亭”。万历三十四年（1606年）陕西人普门禅师（俗名奚惟安，1546-1625年）感梦入黄山，玄阳之徒福阳将亭转给普门，改名法海禅院，此外又创建文殊院（1613年，在今玉屏楼宾馆处）、大悲院（现气象台处），并主持开凿以天海为中心四个方向的简易登山步道：温泉经慈光阁至天海、苦竹溪经云谷寺至北海、辅村经松谷庵至北海以及焦村经钓桥庵至温泉。万历三十八年（1610年）秋，普门进京，李太后赐名、明神宗赐额“护国慈光寺”，又赐予佛牙、金佛、七层万佛像以及建寺帑银，盛极一时。七层万佛像高三丈余，万历四十年（1612年）从京城经杭州，险遭民众破坏，兵部尚书岳元声调动巡抚、知府，调拨四百多役夫，才得以将佛塔经富春江、新安江运抵歙县岩寺镇。两年之后，才运至汤口程姓祠堂中。万历四十三年（1615年）夏，用了15天移动了五华里。由汤口运往温泉对面的祥符寺。又过了9年，1624年，佛塔沿着“人字瀑”峭壁上的一百多级“罗汉级”，用翻车绞动，费人工数万，才运至慈光寺。佛塔从北京运到慈光寺，整整用了13年。
这一年冬初，78岁的普门禅师在寺中与“天都社”的骨干汪有恒、潘之恒、王之杰、吴光胤、黄奂、黄僎等聚会，劝募捐银数万建大殿，供奉三丈多高的佛塔。年仅18岁的歙县人黄僎（字于升）承诺建殿。
42年后，清康熙四年（1665年），60岁的黄僎告老离京还乡，聘请帝师玉林法师的高徒行伟上人为慈光寺方丈。康熙五年（1666年）八月十二日，慈光寺供奉佛塔的毘庐大殿开工，年底竣工。黄僎捐银四万余两，明兵部尚书方一藻及其兵部同僚高起潜、朱国栋、袁枢、吴襄、吴三桂、祖大寿等五六十位边关大吏曾在1626年为慈光寺解囊捐助，后由方一藻之子方廷献交给黄僎。3年后，弥勒殿、罗汉殿、天王殿、东西禅堂，次第落成。以及藏经阁100余间。这时，普门师已圆寂41年。殿宇金碧辉煌，为黄山上最大的寺庙，以及当时徽州府、宁国府二府禅林之首。整个建筑群，纵深1公里余。过回龙桥登八十级为关帝殿，即慈光寺头道门，过殿后有得心亭，出亭百级，是辨源亭。登阶而左是灵官殿，又上是弥勒殿，为慈光寺山门，再渡桥入毘庐殿。
康熙四十年（1701年），中洲禅师又募银200两，维修寺宇。康熙帝御书“黄海仙都”四字，悬于大殿。当时有僧1000余人。大画家渐江和尚和石涛都曾在此居住。
乾隆二年（1737年）三月初一，慈光寺火灾，藏经阁焚毁，大雄宝殿倒塌，仅将御匾及万佛像抢救出来。次年住持悟千略作小修，大殿未再建。
咸丰年间，战火波及黄山，万佛像被焚，僧人流散，寺庙颓废。留守僧人素月、性海、明心等多次修补。民国初年，住持雪岭添造功德堂，重修门楼，塑佛像80余尊，悬“敕赐护国慈光寺”匾于山门（匾额毁于1960年代初）。至1949年，仅存山门、后殿及东西耳房460平方米。

## 现状
1963年，政府拨款维修。1965年，董必武来山手书题额“慈光阁”。1985年，黄山管理局拨款原慈光寺藏经阁的基础上重建慈光阁，新建天王殿及毗卢宝殿，辟为黄山博物馆。于1991年9月正式开馆。1998年，慈光阁列为安徽省文物保护单位。
1998年3月11日，慈光阁山门遭火灾被毁。2005年，依原样重建。
在慈光阁后建有玉屏索道的下站，通往上站玉屏楼。

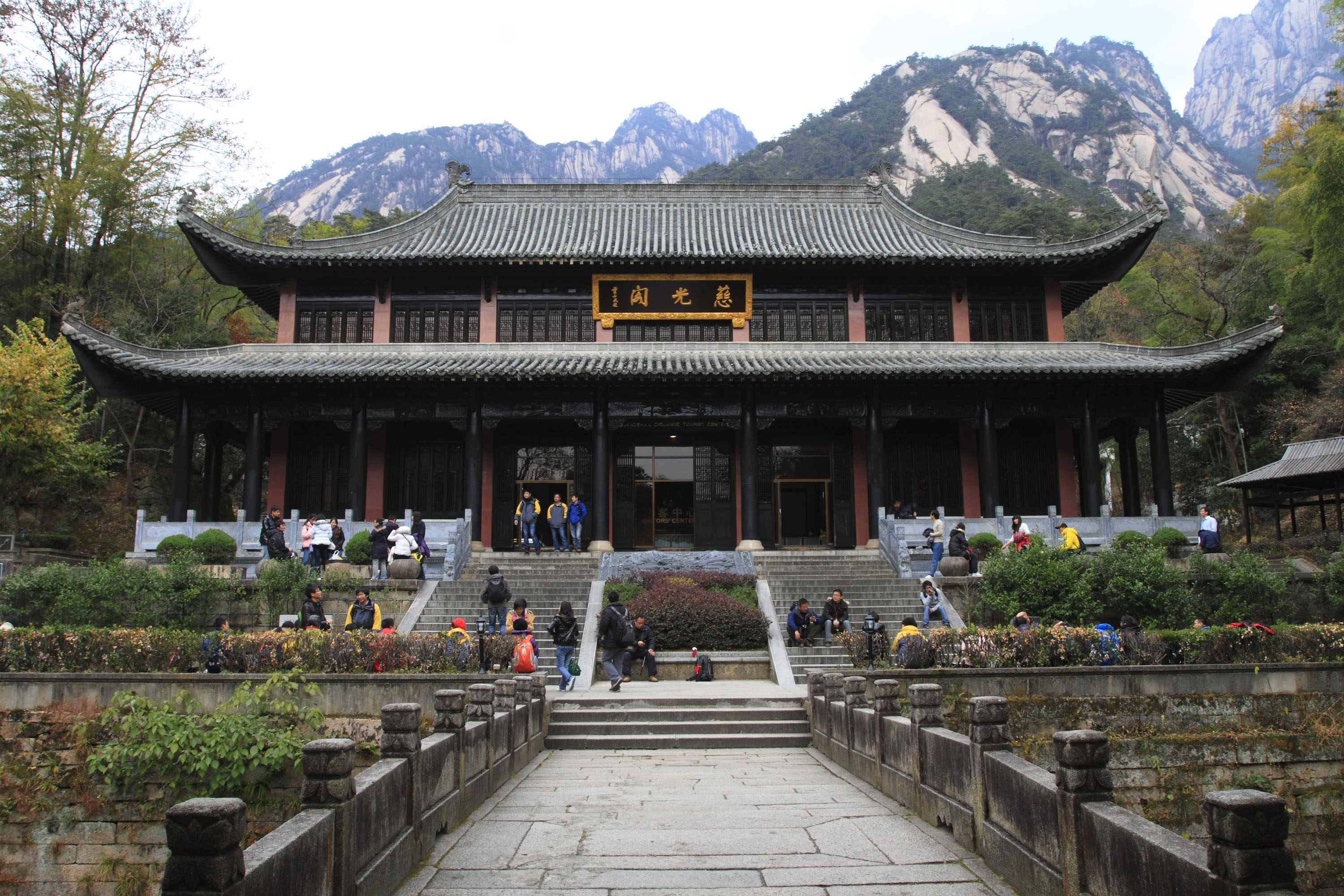